# Hung Up
Vous lisez un « bon article » labellisé en 2016.
Singles de Madonna
Love Profusion
(2004) Sorry
(2006)
Pistes de Confessions on a Dance Floor
Get Together
(2)
Hung Up est une chanson de l'artiste américaine Madonna. Écrite et produite par Stuart Price et Madonna, la chanson est initialement utilisée dans des publicités et séries avant de sortir en tant que premier single de son dixième album studio Confessions on a Dance Floor le 17 octobre 2005. Le titre apparaît aussi sur la compilation Celebration, sortie en 2009. Il s'agit par ailleurs de la première chanson de Madonna à sortir sur iTunes.
Hung Up contient un sample de la chanson Gimme! Gimme! Gimme! (A Man After Midnight) du groupe ABBA, pour lequel Madonna a demandé personnellement la permission aux compositeurs et membres du groupe, Benny Andersson et Björn Ulvaeus. Musicalement, la chanson est accompagnée d'un groove haletant et du tic-tac d'une horloge en fond sonore, sous-entendant la crainte de perdre du temps. Les paroles se centrent sur l'amour et sont abordées du point de vue d'une fille qui ne possède rien au départ.
Bien accueillie par les critiques musicaux, la chanson devient aussi un tube au succès commercial mondial. Le single atteint la première place dans 41 pays, un record qui lui permet de figurer dans le Livre Guinness des records de 2007. Aux États-Unis, Hung Up devient le 36e single de Madonna classé dans le top 10 du Billboard Hot 100, un exploit alors partagé avec Elvis Presley, ainsi que la chanson dance ayant eu le plus de succès au cours de la décennie dans le pays. Le single se vend à neuf millions d'exemplaires à travers le monde.
Le vidéoclip correspondant est un hommage à John Travolta et ses films, ainsi qu'à la danse en général. Dirigé par Johan Renck, il commence avec Madonna vêtue d'un justaucorps et d'un cardigan roses dansant dans un studio de danse. Il fait intervenir des jeunes que la chanteuse finit par rejoindre et se termine dans une salle d'arcade, où elle poursuit sa chorégraphie sur une machine de danse. Le clip est aussi connu pour présenter des scènes de parkour et de krump. Madonna interprète la chanson dans de nombreuses apparitions en direct, y compris lors de la dernière partie du Confessions Tour, avec un arrangement heavy metal dans le Sticky & Sweet Tour en 2008 et avec un numéro de slackline pendant le MDNA Tour en 2012.

## Genèse
| |  |  |
| Benny Andersson (gauche) et Björn Ulvaeus (droite), membres et compositeurs d'ABBA, n'ont donné l'autorisation d'utiliser leurs compositions qu'aux Fugees et à Madonna. |  |  |

En 2004, après sa tournée mondiale Re-Invention Tour, Madonna commence à travailler sur deux comédies musicales différentes : une appelée provisoirement Hello Suckers et une autre sous forme de film avec Luc Besson, qui avait auparavant dirigé le clip de son single Love Profusion, et où Madonna doit interpréter une femme sur son lit de mort, faisant un retour sur son passé. Pour ce projet, Madonna collabore avec Patrick Leonard, Mirwais Ahmadzaï et Stuart Price pour composer de nouvelles chansons, Price étant chargé d'écrire de la musique aux sonorités disco résonnant comme du « ABBA sous influence de drogues ». Mais, le script proposé par Besson ne satisfait pas Madonna et elle abandonne le projet. Cependant, lorsqu'elle commence à enregistrer Confessions on a Dance Floor, elle décide de retravailler Hung Up et de l'inclure dans l'album.
Hung Up est l'une des premières chansons écrites pour l'album, au côté de Sorry et Future Lovers. Les paroles ont été trouvées en 5 minutes par Madonna alors qu'elle était au volant de sa Mini. De la même manière que pour Holiday ou Music, la chanson est construite à partir de la ligne de basse et des percussions. Inspirée par le disco des années 1970, notamment celui d'ABBA et de Giorgio Moroder, Madonna imagine d'abord le titre comme un croisement entre la musique diffusée au Danceteria, la discothèque de New York qu'elle fréquentait à ses débuts, et la musique d'ABBA,. Leur tube Gimme! Gimme! Gimme! (A Man After Midnight) constitue la base de la chanson. Les auteurs Benny Andersson et Björn Ulvaeus ne permettent généralement pas à quelqu'un de sampler leurs pistes, à l'exception des Fugees, qui ont eu l'autorisation de sampler The Name of the Game pour leur single Rumble in the Jungle. Afin d'obtenir les droits de l'échantillon de Gimme! Gimme! Gimme!, Madonna envoie son émissaire à Stockholm avec une lettre, dans laquelle elle les supplie de la laisser sampler la chanson et où elle leur dit à quel point elle aime leur musique. Elle explique à la BBC qu'« ils ne laissent personne échantillonner leur musique. Dieu merci qu'ils n'aient pas dit non. [...] Ils ont dû y réfléchir, Benny et Björn. Ils n'ont pas dit oui tout de suite. » Le duo laisse finalement Madonna utiliser leur chanson après avoir passé un accord de droit d'auteur, qui leur octroie alors une part significative des redevances de Hung Up sur sa diffusion. Dans une interview pour The Daily Telegraph en octobre 2005, Benny Andersson déclare que Gimme! Gimme! Gimme! est l'essence même de Hung Up ; il ajoute en plaisantant que c'est jusqu'à présent sa chanson préférée de Madonna. Il remarque par ailleurs :

« Nous recevons beaucoup de demandes de personnes voulant se servir de nos pistes mais nous disons normalement non. C'est seulement la seconde fois que nous en donnons la permission. Nous avons dit oui cette fois-ci car nous admirons beaucoup Madonna, et ce depuis toujours. Elle a du cran et tient le coup depuis 21 ans. Elle s'en sort bien. »

La chanson est interprétée pour la toute première fois en septembre 2005, dans une publicité pour un téléphone mobile Motorola ROKR compatible avec iTunes. La publicité montre Madonna coincée avec d'autres artistes dans une cabine téléphonique. Le 17 octobre 2005, la chanson fait sa première lors d'une interview à la radio de dix minutes entre Ryan Seacrest et Madonna. Elle est aussi disponible comme sonnerie de téléphone avec plusieurs fournisseurs de téléphonie mobile tel qu'Orange,,. La chanson est respectivement ajoutée aux épisodes de Les Experts : Miami et Les Experts : Manhattan les 7 et 9 novembre 2005. Tandis qu'elle promeut Confessions on a Dance Floor, Madonna joue Hung Up et Sorry dans la discothèque Luke & Leroy's du quartier new-yorkais de Greenwich Village la nuit du 22 octobre 2005, où elle est invitée par Junior Sanchez pour se mettre brièvement à la place du DJ et jouer puis remixer ses deux chansons. Réfléchissant sur sa décision de sortir la chanson sur iTunes, Madonna se justifie en expliquant : « Je suis une femme d'affaires. L'industrie musicale a changé. Il y a beaucoup de concurrence, et le marché est saturé de nouvelles sorties – et de nouveaux ceci-cela. Vous devez joindre vos forces avec d'autres marques et d'autres entreprises. Vous êtes un idiot si vous ne le faites pas. »

## Structure musicale et paroles
Hung Up est une chanson rattachée à la dance-pop, à l'electropop et au disco,. Billboard décrit la chanson comme étant légère, absurde et joyeuse. D'après le magazine, Stuart Price et Madonna ont modifié la familiarité instantanée du sample d'ABBA en ajoutant un groove haletant et des chœurs pour faire de Hung Up une création qui leur est propre. Selon le New York Times, chacun de ces hooks vaguement familiers sont soutenus par la superposition mélancolique d'une guitare acoustique et de cordes qui enveloppe la musique pour créer comme une brume de souvenirs troubles. Mis à part l'échantillon d'ABBA, le magazine Rolling Stone décèle des extraits succincts de groupes tels que The S.O.S. Band et Tom Tom Club, ainsi que l'utilisation furtive d'anciennes mélodies de la chanteuse comme Like a Prayer et Holiday.
La chanson atteint un tempo de 120 battements par minute et possède une tonalité en ré mineur La gamme vocale de Madonna, située entre les notes sol3 à si 4, est accompagnée d'une signature rythmique commune en 4/4. La chanson a une progression d'accords de ré–fa–lam–ré–ré–fa–lam–ré dans le premier couplet puis si –fa–lam–ré–si –fa–lam–ré dans le second. Hung Up utilise le son d'une horloge pour symboliser la peur du temps perdu. Ce dernier semble avoir été repris par le compositeur Stuart Price depuis son remix de What You Waiting For? de Gwen Stefani,. Selon Slant Magazine, la chanson inclut certains vieux succès de Madonna, les incorporant dans les voix aiguës de la chanson tout en présentant une tonalité archétypale pendant le pont.
En ce qui concerne les paroles, la chanson est écrite depuis la perspective d'une fille qui n'avait rien au départ, tandis que le thème se centre sur l'amour. Jason Shawhan d'About.com compare Hung Up et I Love New York de Confessions on a Dance Floor au style des chansons de l'album précédent American Life. Selon Bill Lamb, critique pour le même site, la chanson est écrite comme un titre dance très traditionnel, ancré dans des problèmes relationnels. D'après lui, ce qui est aussi présent dans les paroles, c'est le soutien durable aux femmes fortes et indépendantes de la part de Madonna. Les paroles font également référence au titre Love Song de la chanteuse, issu de l'album Like a Prayer et en collaboration avec Prince, de par la phrase « Time goes by so slowly » du riff et les paroles « Time goes by so slowly for those who wait » et « Those who run seem to have all the fun »,.

## Accueil

### Critique de la presse

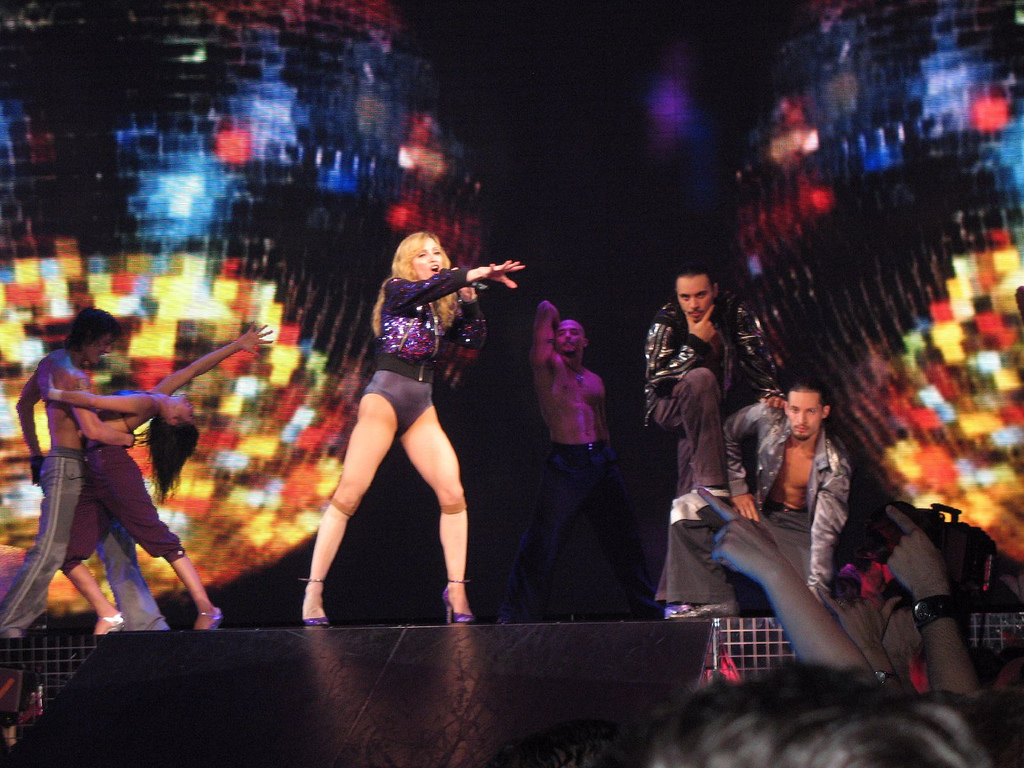
Madonna interprétant le premier couplet de Hung Up en présence de ses danseurs, pendant le Confessions Tour.

Après avoir écouté Confessions on a Dance Floor, Keith Caulfield de Billboard indique que la chanson fait partie des pistes les plus légères de l'album, tandis que Margaret Moser de l'Austin Chronicle trouve qu'il donne, avec Forbidden Love, le rythme de celui-ci,. Chris Tucker de Billboard explique que « Madonna revient avec un titre qui va restaurer la confiance parmi ses fans, les amateurs de musique pop et les programmateurs radio ». Jon Pareles du New York Times prétend que Madonna garde sa touche pop dans Hung Up et que le titre est une chanson d'amour à la fois triste et heureuse. Alan Light de Rolling Stone qualifie le titre de « bonbon fourré au sample d'ABBA ». David Browne d'Entertainment Weekly, impressionné par la chanson, déclare qu' « Hung Up montre à quel point Madonna peut aisément puiser dans l'adolescente pleine d'énergie qu'elle a en elle ». Sal Cinquemani de Slant Magazine compare la chanson de Madonna au remix réalisé par Price du single de Gwen Stefani What You Waiting For? (2004), qui contiennent tous deux le tic-tac d'une horloge. Selon Ed Gonzalez du même magazine, le titre « aurait pu être le plus grand succès de sa carrière si les Américains n'avaient pas autant horreur de danser ». Peter Robinson de l'Observer prétend que Hung Up est « le plus merveilleux single commercial de Madonna depuis le milieu des années 1980 ». Alexis Petridis de The Guardian trouve qu'il ne manquait plus à Stuart Price qu'à ajouter Liza Minnelli en tant que choriste et des paroles sur Everard, l'ami de Larry Grayson (en), pour rendre plus kitsch la mélodie d'ABBA.
Ben Williams du magazine New York trouve la chanson à la fois palpitante et mélancolique, tandis que Christian John Wikane de PopMatters qualifie le titre de propulsif. Alan Braidwood de BBC Music donne à la chanson les adjectifs « complètement dance, sombre, disco, fun, remarquable » et la compare à d'autres titres comme Vogue, Deeper and Deeper et Ray of Light. Tom Bishop de la BBC se demande quant à lui si Madonna a relancé sa carrière ou bien « simplement lancé un dernier titre dance pour ses fans de longue date avant de se mettre à enregistrer des chansons plus calmes ». Selon Jason Shawhan d'About.com, Hung Up contient « beaucoup trop d'ABBA en elle pour son propre bien » ; il explique ensuite que « l'unique raison qui me laisse penser que ce titre a été choisi comme premier single est qu'il ait servi pour la campagne publicitaire Motorola. Ce n'est pas une mauvaise chanson dans le fond, elle a de l'entrain et un sens de l'amusement, mais c'est loin d'être une des meilleures chanson de l'album. » Bill Lamb du même site trouve que le sample d'ABBA est incroyable, et que comme beaucoup des meilleures musiques dance de Madonna, celle-ci retentit sans effort même si la légèreté de cette dernière risque d'en décourager certains. Il précise que « Hung Up est une forme de déclaration d'amour pour la base de fans de Madonna, ces jeunes clubbeurs qui vont sur la piste de danse à chaque fois qu'ils entendent la mélodie percutante d'un classique de Madonna et les DJ qui ne se lassent pas de passer ses disques. Ses fans vont s'extasier devant Hung Up, qui de plus s'écoute bien à la radio ». Il conclut qu'un nouveau classique dance de Madonna est né. Thomas Inskeep de Stylus déclare que Hung Up et le single suivant, Sorry, ne sont peut-être pas aussi « sordides » que d'anciens titres de Madonna comme Physical Attraction ou Burning Up, mais qu'ils ont le même modus operandi pour être capable de « vous faire transpirer jusqu'à l'aube ». Enfin, Rob Harvilla du journal new-yorkais The Village Voice qualifie ironiquement le tire d'« exercice de jazz triomphant ».

### Succès commercial
Hung Up est un succès commercial mondial. La chanson se classe numéro un dans 41 pays et gagne ainsi une place dans le Livre Guinness des records de 2007 pour avoir atteint la première place dans le plus grand nombre de pays. Le single se vend finalement à neuf millions d'exemplaires écoulés dans le monde. Aux États-Unis, Hung Up a commencé 20e au Billboard Hot 100 à la date du 5 novembre 2005. Cela devient la plus haute place à la sortie d'un single pour Madonna depuis Ray of Light, entré dans le classement à la cinquième place en 1998. La même semaine, la chanson entre dans le Hot Digital Songs à la sixième place et atteint simultanément la 38e place du Pop 100 Airplay, la position la plus élevée atteinte par un nouveau single cette semaine-ci. La semaine du 3 décembre 2005, la chanson atteint la septième place du Billboard Hot 100, sa plus haute place dans le classement, partant de la 14e place la semaine précédente,,. Le titre se hisse au sommet du classement des ventes digitales durant cette semaine, atteignant ainsi la première place du Hot Digital Songs,. Cette chanson a aussi permis à Madonna d'être à égalité avec Elvis Presley pour avoir placé 36 chansons au top 10 du Billboard Hot 100, score qui a par la suite été battu en 2008, lorsque le single 4 Minutes de Madonna a atteint la troisième place du classement,. Hung Up a débuté respectivement à la 25e et 10e position des classements Hot Dance Club Play et Hot Dance Airplay, pour finalement atteindre la première place dans les deux classements,,. Hung Up atteint la première place du classement décennal du Dance/Club Play Songs, ce qui en fait la chanson dance ayant eu le plus de succès au cours des années 2000 aux États-Unis. Il a aussi atteint la septième position au classement Pop 100. En 2008, il est certifié disque de platine par la Recording Industry Association of America (RIAA) pour s'être vendu à plus d'un million d'exemplaires par téléchargement numérique payant. À compter d'avril 2010, la chanson s'est vendu à 1,4 million de copies numériques aux États-Unis.

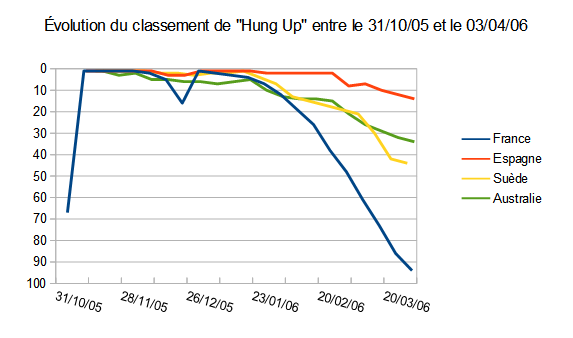
Graphique retraçant l'évolution du classement de Hung Up en France, en Espagne, en Suède et en Australie entre le 31 octobre 2005 et le 3 avril 2006.

D'après Nielsen Broadcast Data Systems, Hung Up est le single qui connaît l'ascension la plus rapide sur les radios canadiennes. Dans la seconde semaine après sa sortie, la chanson atteint le sommet du Contemporary Hit Radio canadien, tout en atteignant le top cinq des classements du Hot AC et des diffusions globales sur les radios canadiennes. Paul Tuch de Nielsen explique que Hung Up a réalisé cet exploit avec un temps de passage à l'antenne de 10,5 jours seulement, ce qui n'était pas arrivé depuis 10 ans. En conséquence, Hung Up a également culminé au sommet du Canadian Singles Chart, du Canadian Digital Songs, et a été certifié double disque de platine par Music Canada pour s'être écoulé à 160 000 exemplaires,,,. En Australie, la chanson commence à la première place de l'ARIA Singles Chart le 20 novembre 2005, brisant son lien avec Kylie Minogue comme étant l'artiste ayant le plus de singles numéro un dans l'histoire du classement australien. Le single reste présent dans le top 50 pendant 23 semaines. Il est certifié disque de platine par l'Australian Recording Industry Association (ARIA) pour s'être vendu à plus de 70 000 exemplaires en Australie,. En France, Hung Up débute à la 67e place du classement des singles, puis arrive en tête la semaine suivante et cela pendant cinq semaines non consécutives. Le titre est ainsi certifié disque d'or par le Syndicat national de l'édition phonographique (SNEP). Il devient par ailleurs le titre le plus téléchargé de l'année 2006 dans le pays. En septembre 2014, les ventes du single sont estimées à 490 000 exemplaires. En Nouvelle-Zélande, Hung Up culmine à la seconde place, derrière Gold Digger de Kanye West.
Au Royaume-Uni, Hung Up arrive en première position le 13 novembre 2005, devenant ainsi le 11e single de Madonna à atteindre cette place dans le pays. La première semaine, il se vend à 105 619 exemplaires et devient le premier single à se vendre à plus de 100 000 exemplaires en une semaine depuis Axel F de Crazy Frog, 23 semaines plus tôt. Les ventes de Hung Up lors de cette première semaine sont légèrement plus faibles que celles de Music, classé no 1 en 2000 et vendu à 114 925 exemplaires, mais excèdent celles de Love Profusion, le dernier titre classé no 1 de la chanteuse, qui a débuté à la 11e place avec des ventes de 15 361 exemplaires en 2003. La semaine suivante, les ventes baissent de 43 %, avec 59 969 exemplaires vendus, mais le single reste au top puisque Confessions on a Dance Floor commence en première place du UK Albums Chart, le classement des ventes d'album britanniques. Hung Up permet ainsi à Madonna de décrocher le record de l'artiste la plus âgée à être simultanément au sommet des ventes de singles et d'albums au Royaume-Uni dans le Livre Guinness des records. Tout comme Papa Don't Preach en 1986 et Like a Prayer en 1989, le titre reste en première position durant trois semaines consécutives. Il reste par ailleurs 40 semaines dans le top 100 du UK Singles Chart. Début 2006, Music Week annonce que Hung Up est le single de Madonna le plus vendu depuis Music, avec 339 285 exemplaires écoulés contre 390 624 en 2000 pour Music. Il est certifié disque de platine par la British Phonographic Industry (BPI) pour s'être vendu à plus de 600 000 exemplaires,. En mars 2015, les ventes de Hung Up sont estimées à 625 600 exemplaires au Royaume-Uni, puis à 730 000 exemplaires en avril 2019,. En Irlande, le titre débute à la deuxième place du classement des ventes de single 10 novembre 2005 ; il s'agit alors de l'entrée la mieux classée de la semaine. La chanson a aussi connu une forte progression dans l'European Hot 100 Singles du magazine Billboard, en quittant la 73e place pour atteindre la première le 21 novembre 2005. Hung Up est classé no 1 dans presque tous les autres pays européens, dont l'Autriche, la Belgique (en Flandre et en Wallonie), le Danemark, la Finlande, l'Allemagne, l'Italie, les Pays-Bas, la Norvège, l'Espagne, la Suède et la Suisse.

### Reconnaissance
Les rédacteurs de Slant Magazine ont placé Hung Up à la 36e place de leur liste des meilleures singles des années 2000 et expliquent : « Hung Up utilise le tic-tac d'une horloge pour représenter la peur du temps perdu, mais Madonna n'est pas en train d'aborder le vieillissement ou comment sauver le monde – elle est en train de parler d'amour. Cela faisait des années que Madge [Madonna] n'avait pas fait de musiques insipides. Avec une voix aigüe, la mélodie imparable du sample de Gimme! Gimme! Gimme! (A Man After Midnight) d'ABBA, et le pont non-ironique, archétype du changement de clé, le titre regarde décidément vers le passé et a prouvé qu'après 20 ans de carrière, Madonna était la seule et unique Dancing Queen. » En juin 2011, Hung Up est classé 76e au sein de la liste des 100 meilleures chansons des années 2000 établie par le magazine Rolling Stone, qui décrit la chanson comme « l'un des tubes les plus fascinants » de Madonna, mais aussi « l'un de ses plus personnels ».
Hung Up remporte les titres de Meilleur Morceau Dance-Pop et de Meilleure Vidéo Dance pour son clip pendant les International Dance Music Awards de la Winter Music Conference de 2006, ainsi que le prix Echo du Single de l'année en 2006. La série musicale Glee a quant à elle rendu hommage à la chanson avec une reprise du titre par l'actrice Jenna Ushkowitz dans l'épisode 13 de la saison 4.

## Clip vidéo

### Réalisation
Initialement, le vidéoclip de Hung Up devait être réalisé par le photographe David LaChapelle. Il voulait que la vidéo soit dans le style d'un documentaire, tout comme celui de son film de 2005 Rize, dans lequel apparaissent cinq danseurs du clip de Hung Up. Cependant, LaChapelle et Madonna n'étaient pas d'accord sur le concept, ce qui poussa le projet à être réaffecté au suédois Johan Renck qui travailla avec Madonna pour le clip de Nothing Really Matters. D'après une interview pour MTV, Renck dirigeait Kate Moss pour une publicité pour H&M quand il a reçu un appel de Madonna, qui voulait désespérément travailler avec lui. Elle lui envoya des idées pour la vidéo, puis il se rendit le jour suivant à Los Angeles pour rencontrer le styliste et chorégraphe qu'elle avait embauché. Renck se lance alors dans le projet et indique sur le sujet :

« J'aime en quelque sorte le fait que nous n'avions pas eu le temps de réfléchir à ça ou d'être suffisamment ingénieux. [...] J'aime être sur la corde raide et ne pas savoir ce que nous faisons, ni pourquoi. Faire seulement avec ça, l'agitation, vous savez ? »

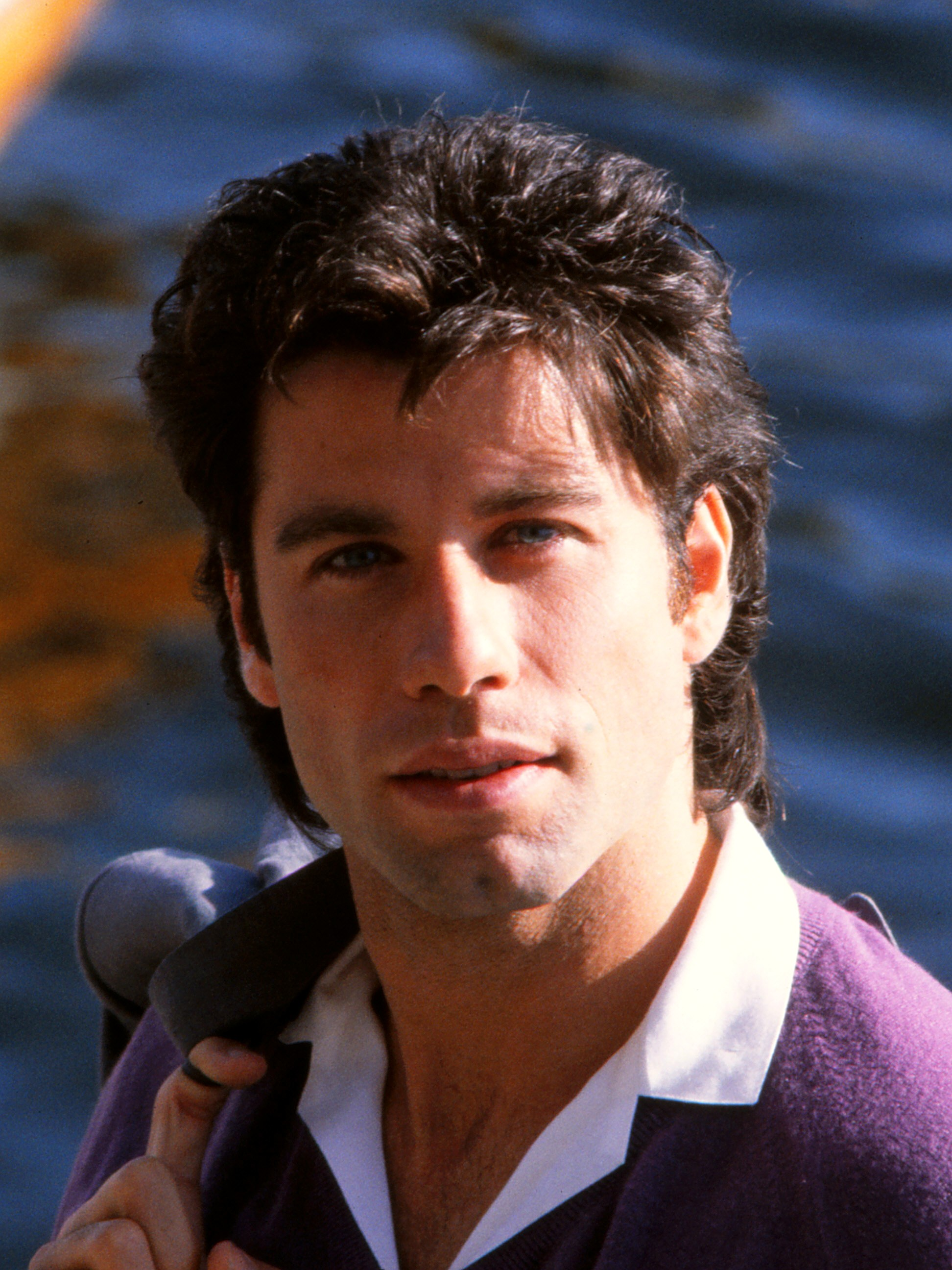
Le clip vidéo de la chanson a été inspiré par plusieurs films de John Travolta, dont La Fièvre du samedi soir. Il se veut d'ailleurs être un hommage à l'acteur.

Madonna voulait utiliser quelques danseurs de sa tournée, comme Cloud, Miss Prissy de l'équipe du film Rize de LaChapelle et le traceur Sébastien Foucan, adepte du parkour. Renck déclara que « ce n'est pas à propos de la musique, mais à propos de l'expression corporelle, [...] Nous voulions montrer l'ensemble du spectre, que ce soit du krump, de la breakdance, du jazz ou du disco ». De plus, la danseuse franco-algérienne Sofia Boutella participe également au clip. Étant donné qu'ils ne pouvaient pas tourner partout dans le monde, Madonna voulait que la vidéo ait un « sentiment d'omniprésence », avec un sentiment de congrégation généré au milieu de la chanson. Renck suggéra d'utiliser un radiocassette comme moyen d'unir tout et tout le monde, car c'est en écoutant de la musique sur un radiocassette que la danse de rue commença. Bien que plusieurs scènes du clip laissent envisager des villes comme Londres, Paris, New York, Los Angeles, Shanghai et Tokyo, l'intégralité des plans a été tournée à Los Angeles et Londres. Une banlieue londonienne a été habillée pour ressembler à une banlieue parisienne, banlieue dans laquelle le numéro de parkour a été tourné, alors qu'un restaurant chinois de Londres a été utilisé pour la séquence à Shanghai et Compton pour celle du Bronx. Les scènes avec les danseurs ont été tournées début octobre 2005, en une demi-journée, sur un total de six jours de tournage.
Madonna déclara que le clip était un hommage à John Travolta et à la danse en général. Sa chorégraphie, inspirée des films de Travolta comme La Fièvre du samedi soir (1977), Grease (1978) et Perfect (1985), a été tournée en trois heures. Madonna s'était cassé plusieurs os dans un accident de cheval quelques semaines avant le tournage du clip. Par conséquent, elle eut du mal à faire les pas conçus par le chorégraphe Jamie King. Renck dit à propos de cela :

« Elle était comme un soldat, [...] Elle venait de tomber d'un cheval ! [Madonna dit] « Si tu étais un véritable chorégraphe, tu aurais pu dire que je ne peux pas lever ma jambe gauche plus haut que ça » — et il y avait, quoi, une différence de 20 centimètres ? [...] Mais quand elle a dit que ça faisait « mal, p***** », elle prit une pause et alla s'asseoir pendant deux minutes. [Madonna] « J'ai les côtes cassées, rappelle-toi ! » Je ne peux tout simplement pas imaginer la prestation ainsi. Parlons des priorités. »

La chanteuse s'est aussi associée au processus d'édition de la vidéo. Elle fut, en ce qui concerne le montage, le superviseur de Renck. Madonna voulait, par exemple, un clip avec des images brutes dans le style d'un documentaire pour lui permettre d'apparaître de façon plus réaliste. En ce qui concerne la réalisation de Hung Up, Renck déclara que ce fut un immense travail à entreprendre, et qu'une fois le travail accompli, il eut le sentiment que « C'est comme lorsque vous formez une petite famille qui a fleuri et prospéré pendant un mois, et puis que vous l'abattiez comme un arbre. [...] Vous en sortez avec un sentiment de nostalgie et de désir, comme un « Pouvons-nous le faire à nouveau ? S'il vous plait ? » ». Le vidéoclip est diffusé pour la première fois le 27 octobre 2005 sur MTV.
Cette chanson aura une suite dans Sorry (chanson de Madonna).

### Description et accueil
La vidéo montre d'abord Madonna exécutant une chorégraphie dans une salle de danse,. Elle est alors vêtue d'un justaucorps et d'un cardigan roses,,. Plusieurs jeunes dansent au même moment devant un arrêt de bus, dans une banlieue de Los Angeles, avant de prendre le taxi. Ils se retrouvent ensuite à Londres puis sortent du taxi, qui s'est entre-temps transformé en taxi londonien. Madonna marche alors dans une rue de la capitale britannique où elle arbore une veste en cuir vintage trouvée sept ans auparavant par une collaboratrice de la styliste Arianne Phillips dans une friperie chrétienne en Utah pour l'équivalent de 5 à 10 £,,. Les jeunes prennent pendant ce temps le métro de Londres, au niveau de la Jubilee line, où ils assistent à un numéro de danse,. Ils se retrouvent ensuite dans un sous-sol encrassé, où Madonna les rejoint, se mêle à eux pour danser puis se met à chevaucher un radiocassette,,. La fin du clip se déroule dans une salle d'arcade, où Madonna continue sa chorégraphie sur une machine de danse, en jouant à Dancing Stage Fusion,. Le vidéoclip est par ailleurs connu pour présenter des scènes de parkour et de krump,,.
Le clip vidéo remporte le titre de Meilleure Vidéo Dance aux International Dance Music Awards de la Winter Music Conference de 2006. Il est aussi nommé pour cinq récompenses aux MTV Video Music Awards de 2006 dans les catégories Meilleure vidéo féminine, Meilleure vidéo dance, Meilleure vidéo pop, Meilleur chorégraphie et Vidéo de l'année, même s'il ne remporte aucune d'entre elles,.
En avril 2019, Hung Up est la seconde vidéo la plus visionnée de l'artiste sur YouTube derrière Bitch I'm Madonna, avec plus de 188 millions de vues.

## Interprétations scéniques
Hung Up est interprété en live pour la première fois le 4 novembre 2005, lors de l'ouverture des MTV Europe Music Awards 2005 au Pavilhão Atlântico de Lisbonne,,. Madonna sort d'une boule à facettes pour interpréter la chanson, vêtue d'un justaucorps violet et de bottes en cuir de la même couleur,,. Les jours suivants, la chanteuse interprète Hung Up lors d'émissions télévisées telles que Wetten, dass..? en Allemagne, Parkinson en Angleterre et Star Academy en France, ainsi qu'au téléthon Children in Need de 2005 à Londres. Madonna ouvre ses concerts aux boîtes de nuit KOKO et G-A-Y à Londres avec Hung Up, respectivement les 15 et 19 novembre,. Le numéro au KOKO montre de la même façon Madonna sortant d'une boule à facettes et habillée de violet avec une veste, un corsaire en velours et des bottes remontant jusqu'aux genoux. En décembre, Madonna part à Tokyo au Japon où elle interprète Hung Up à l'émission de télévision SMAP×SMAP et à son concert au Studio Coast,. Le 8 février 2006, Madonna ouvre la 48e cérémonie des Grammy Awards au Staples Center de Los Angeles. Elle chante la chanson en partageant la scène avec le groupe virtuel animé Gorillaz,. Le groupe apparaît sur scène via une technique tridimensionnelle projetant des hologrammes des « membres du groupe » sur un écran. Ils interprètent leur titre Feel Good Inc. avec le groupe de rap De La Soul,. Madonna apparaît par la suite sur l'écran avec le groupe et commence à interpréter sa chanson en dansant autour des membres virtuels de Gorillaz. Elle apparaît ensuite physiquement sur la scène principale, accompagnée par son groupe de danseurs, terminant ainsi sa prestation. Une autre interprétation de Hung Up a lieu le 30 avril 2006 pendant le Coachella Valley Music and Arts Festival à Indio en Californie.

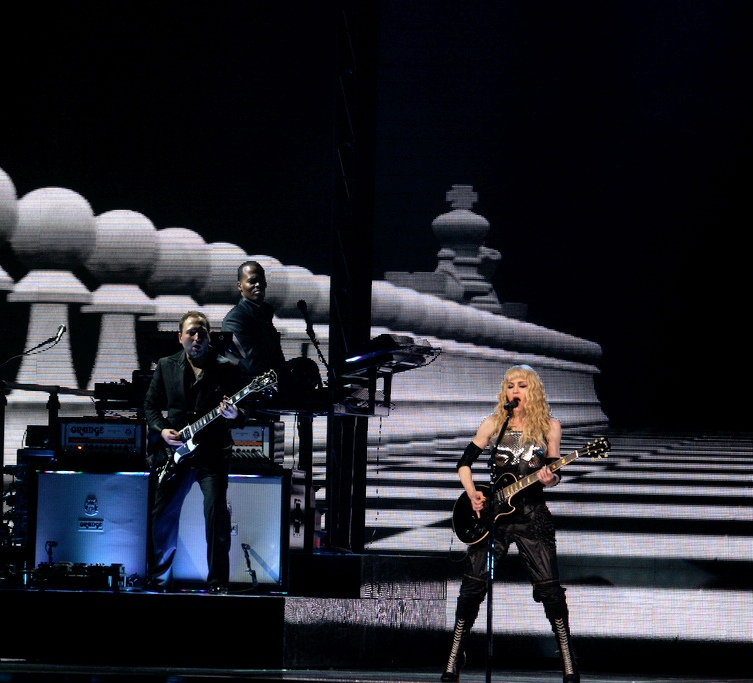
Madonna interprétant une version heavy metal de Hung Up pendant le Sticky & Sweet Tour en 2008.

Lors du Confessions Tour en 2006, Madonna interprète Hung Up après Lucky Star, en tant que chanson de clôture de la tournée,,. Sa prestation est alors comparée à celle auparavant interprétée lors des Grammy Awards. Elle convie ses spectateurs à chanter le refrain du tube Time goes by so slowly avec elle, tout en faisant un concours pour savoir quel côté du stade peut chanter le plus fort,,,. Une multitude de ballons dorés tombe en même temps sur le public. À la fin du concert, le message « Have You Confessed ? » est affiché sur écran géant. Ginia Belafonte du New York Times estime ironiquement que la performance procurerait le même effet que de voir Ethel Merman essayant de se faire passer pour le trompettiste Chet Baker. Pour Ed Gonzalez de Slant Magazine, cette interprétation rappelle la capacité de Madonna à faire en sorte que le public fasse partie de son spectacle. Tom Young de BBC Music et Christian John Wikane de PopMatters trouvent tous deux ces trois minutes d'interaction entre Madonna et son public excessivement longues,.
Hung Up a également été ajouté à la setlist de six chansons de la tournée de promotion de son album Hard Candy en 2008. Au cours de la représentation, Madonna arbore une queue-de-pie, un pantalon de survêtement et des bottes à talons hauts. Hung Up est la 4e chanson de la setlist et le titre a été réarrangé dans une version heavy metal,. Pendant sa représentation au Roseland Ballroom de New York, Madonna récupère une guitare électrique une fois l'interprétation de 4 Minutes terminée et joue les premiers accords d'(I Can't Get No) Satisfaction des Rolling Stones. Elle demande ensuite à la foule si elle pensait être venue pour écouter un concert des Rolling Stones. Le public ayant répondu négativement à sa question, Madonna commence alors à jouer Hung Up en dédicaçant la chanson à tous les gens qui ont fait la queue à l'extérieur pour pouvoir assister au concert. Elle déclare que le son bruyant de sa guitare électrique symbolise ce à quoi l'attente ressemble à l'intérieur de son cerveau. La chanson est aussi interprétée à la fin du Sticky & Sweet Tour en 2008. L'écran en arrière-plan affiche alors un jeu d'échecs géant. Madonna l'interprète également à l'aide d'une guitare, avant de laisser plus de place à la mélodie d'ABBA,.

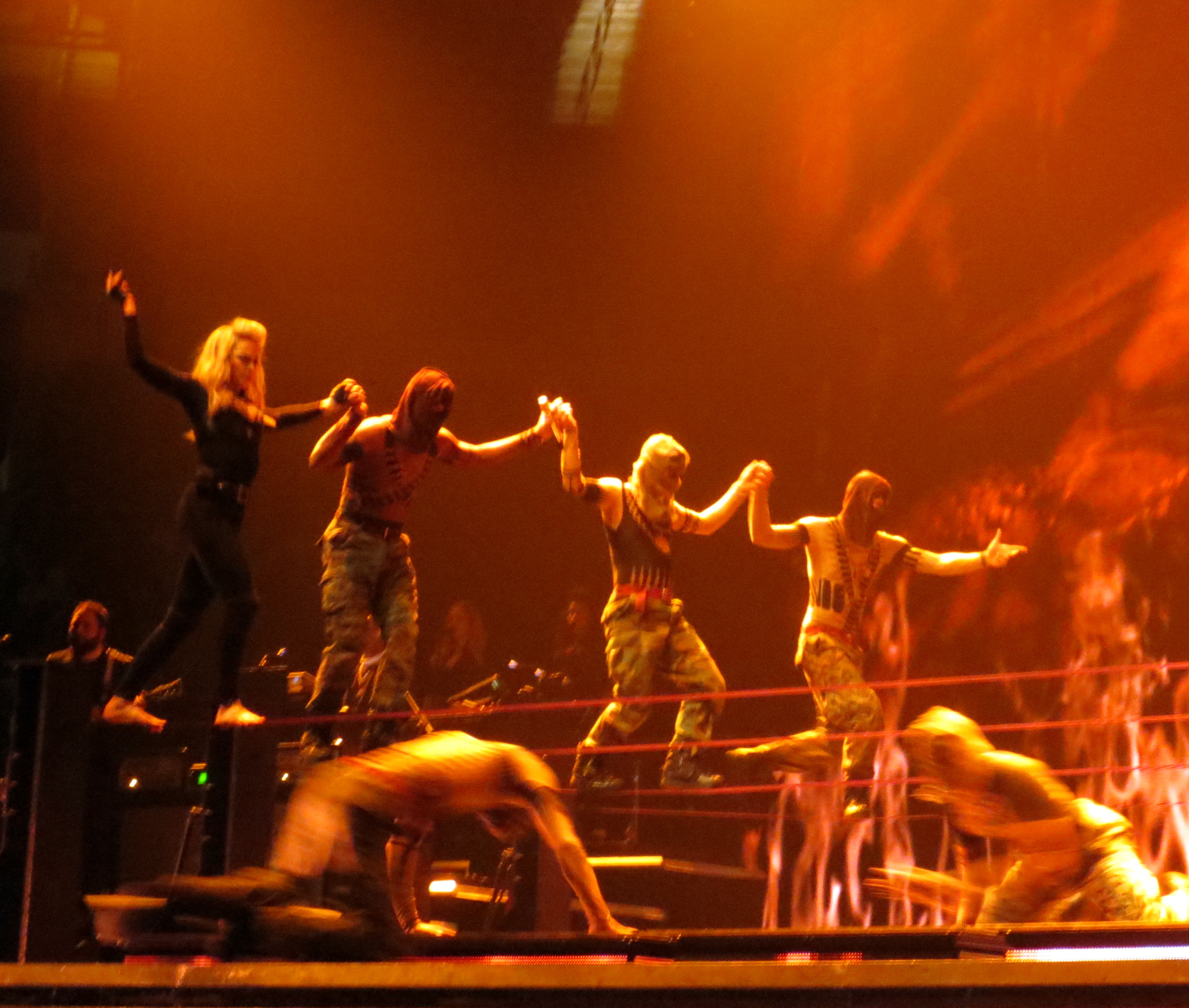
Madonna et ses danseurs faisant de la slackline pendant l'interprétation de Hung Up au cours du MDNA Tour en 2012.

Pour le MDNA Tour de 2012, Hung Up est inclus dans le segment Transgression de la setlist du concert. Après avoir chanté une partie de la chanson Papa Don't Preach, plusieurs danseurs arrivent en portant des masques tribaux et attachent Madonna pour l'emmener sur la scène principale, pendant que sont joués des riffs de Hung Up, soutenus par un son dramatique de cloches d'église et des voix vocodérisées chantant en arrière-plan,. Une équipe d'acrobates réalise un numéro de slackline sur scène au même moment,. La performance a généralement reçu des avis mitigés. Jon Pareles du New York Times trouve qu'avoir changé la composition de Hung Up pour cette partie du spectacle rend le titre « sinistre et obsessionnel » avec « un souvenir lointain d'innocence ». Jim Farber du New York Daily News a le sentiment que l'introduction de la slackline donne au concert un « certain rebond nécessaire ». Sal Cinquemani de Slant Magazine a quant à lui un avis plutôt négatif sur la performance. Il estime que Hung Up n'avait pas sa place à cet endroit du concert et compare de manière péjorative cette interprétation à celle du Sticky & Sweet Tour. Selon lui, la chanson « ne devrait jamais être interprétée d'une autre façon que sous sa forme originelle ».
Le 13 avril 2015, Madonna fait une apparition surprise au Coachella Festival et interprète un medley avec sa chanson de 1995 Human Nature et Hung Up pendant le show du rappeur Drake, en portant des cuissardes et un débardeur où l'on peut lire « Big as Madonna ». Elle embrasse ensuite Drake et le baiser devient une vidéo virale sur Internet,.

## Versions
| 1. | Hung Up (Radio Version)                              | 3:23 |
| 2. | Hung Up (Tracy Young's Get Up and Dance Groove Edit) | 4:15 |
| 3. | Hung Up (SDP Extended Vocal)                         | 7:57 |

| 1. | Hung Up (Radio Version)                              | 3:23 |
| 2. | Hung Up (Tracy Young's Get Up and Dance Groove Edit) | 4:15 |

| 1. | Hung Up (Album Version)                         | 5:36  |
| 2. | Hung Up (SDP Extended Vocal)                    | 7:57  |
| 3. | Hung Up (Bill Hamel Remix)                      | 6:58  |
| 4. | Hung Up (SDP Extended Dub)                      | 7:57  |
| 5. | Hung Up (Chus & Ceballos Remix)                 | 10:21 |
| 6. | Hung Up (Tracy Young's Get Up and Dance Groove) | 9:03  |

| 1. | Hung Up                                              | 5:37 |
| 2. | Hung Up (SDP Extended Dub)                           | 7:56 |
| 3. | Hung Up (SDP Extended Vocal)                         | 7:57 |
| 4. | Hung Up (Tracy Young's Get Up And Dance Groove Edit) | 4:15 |

| 1. | Hung Up (Radio Version)                              | 3:20  |
| 2. | Hung Up (SDP Extended Vocal)                         | 7:57  |
| 3. | Hung Up (Tracy Young's Get Up and Dance Groove Edit) | 4:15  |
| 4. | Hung Up (Bill Hamel Remix)                           | 6:58  |
| 5. | Hung Up (Chus & Ceballos Remix)                      | 10:21 |
| 6. | Hung Up (SDP Extended Dub)                           | 7:57  |

### Version remixée
En 2022, Madonna enregistre un remix dembow de Hung Up avec la rappeuse dominicaine Tokischa, rebaptisé Hung Up on Tokischa. Il comprend des extraits de la voix de Madonna tirés de la version originale, ainsi que de nouveaux couplets en espagnol écrits par Tokischa. Il est publié par Warner Records en téléchargement numérique et en streaming le 16 septembre 2022. Madonna et Tokischa interprètent cette chanson pour la première fois en juin 2022 au Terminal 5 lors de la gay pride de New York,.
Le clip accompagnant la chanson est réalisé par Sasha Kasiuha et tourné à Washington Heights, à New York, début septembre 2022. La vidéo montre Madonna et Tokischa se caressant dans des positions suggestives de style perreando entre un autel,. Rachel Kiley, de Pride.com, y décrit des « ébats obscènes » qui laissent « très peu de place à l'imagination ». La chanson est nommée aux Premios Juventud 2023 dans la catégorie girl power.

## Crédits
- Écriture et production – Madonna, Stuart Price
- Écriture du sample – Benny Andersson, Björn Ulvaeus
- A&R des remix – Orlando Puerta
- Illustration de la pochette – Giovanni Bianco
- Imagerie numérique – Lorenzo Irico (Pixelway NYC)
- Photographie – Steven Klein
- Costume – Arianne Phillips
- Décor – Mary Howard
- Coiffure – Andy LeCompte
- Maquillage – Gina Brooks
- Management – Guy Oseary, Angela Becker

Crédits issus du single CD-Maxi import américain.

## Classements et certifications
| Classement (2005–2006)                                | Meilleure position |
| ----------------------------------------------------- | ------------------ |
| Allemagne (GfK Entertainment)                         | 1                  |
| Australie (ARIA)                                      | 1                  |
| Australie (ARIA Dance)                                | 1                  |
| Australie (ARIA Club Tracks) (SDP's Extended Dub mix) | 6                  |
| Autriche (Ö3 Austria Top 40)                          | 1                  |
| Belgique (Flandre Ultratop 50 Dance)                  | 1                  |
| Belgique (Flandre Ultratop 50 Singles)                | 1                  |
| Belgique (Wallonie Ultratop 50 Dance)                 | 1                  |
| Belgique (Wallonie Ultratop 50 Singles)               | 1                  |
| Canada (Canadian Digital Songs)                       | 1                  |
| Canada (Canadian Singles Chart)                       | 1                  |
| Danemark (Tracklisten)                                | 1                  |
| Écosse (OCC)                                          | 1                  |
| Espagne (Promusicae)                                  | 1                  |
| États-Unis (Adult Contemporary)                       | 29                 |
| États-Unis (Adult Pop Songs)                          | 16                 |
| États-Unis (Dance/Mix Show Airplay)                   | 1                  |
| États-Unis (Digital Songs)                            | 1                  |
| États-Unis (Hot 100)                                  | 7                  |
| États-Unis (Dance Club Songs)                         | 1                  |
| États-Unis (Hot Dance Singles Sales)                  | 1                  |
| États-Unis (Hot Singles Sales)                        | 1                  |
| États-Unis (Latin Pop Airplay)                        | 28                 |
| États-Unis (Pop 100)                                  | 7                  |
| États-Unis (Pop Airplay)                              | 17                 |
| États-Unis (Radio Songs)                              | 42                 |
| Europe (European Hot 100 Singles)                     | 1                  |
| Europe (Euro Digital Tracks)                          | 1                  |
| Finlande (Suomen virallinen lista)                    | 1                  |
| France (SNEP)                                         | 1                  |
| Grèce (IFPI Greece)                                   | 2                  |
| Hongrie (Dance Top 40)                                | 1                  |
| Hongrie (Rádiós Top 40)                               | 1                  |
| Hongrie (Single Top 40)                               | 1                  |
| Irlande (IRMA)                                        | 2                  |
| Italie (FIMI)                                         | 1                  |
| Japon (Oricon)                                        | 59                 |
| Norvège (VG-lista)                                    | 1                  |
| Nouvelle-Zélande (RMNZ)                               | 2                  |
| Pays-Bas (Nederlandse Top 40)                         | 1                  |
| Pays-Bas (Single Top 100)                             | 1                  |
| Tchéquie (IFPI Rádio)                                 | 1                  |
| Royaume-Uni (UK Dance Chart)                          | 1                  |
| Royaume-Uni (UK Download Chart)                       | 1                  |
| Royaume-Uni (UK Singles Chart)                        | 1                  |
| Roumanie (Romanian Top 100)                           | 1                  |
| Suède (Sverigetopplistan)                             | 1                  |
| Suisse (Schweizer Hitparade)                          | 1                  |

| Classement (2009–2010)                      | Meilleure position |
| ------------------------------------------- | ------------------ |
| États-Unis (Dance/Electronic Digital Songs) | 43                 |
| Japon (Hot 100)                             | 84                 |

| Classement (2005)                       | Position |
| --------------------------------------- | -------- |
| Allemagne (GfK Entertainment)           | 18       |
| Australie (Dance Singles)               | 5        |
| Australie (Top 100 Singles)             | 49       |
| Autriche (Ö3 Austria Top 40)            | 12       |
| Belgique (Flandre Ultratop 50 Singles)  | 28       |
| Belgique (Wallonie Ultratop 50 Singles) | 7        |
| Espagne (Promusicae)                    | 1        |
| Europe (Euro Digital Tracks)            | 2        |
| France (SNEP)                           | 10       |
| Hongrie (Rádiós Top 40)                 | 63       |
| Irlande (IRMA)                          | 13       |
| Italie (FIMI)                           | 2        |
| Nouvelle-Zélande (RIANZ)                | 39       |
| Pays-Bas (Nederlandse Top 40)           | 30       |
| Pays-Bas (Single Top 100)               | 9        |
| Royaume-Uni (UK Singles Chart)          | 8        |
| Suède (Sverigetopplistan)               | 11       |
| Suisse (Schweizer Hitparade)            | 18       |
| Venezuela (Pop Rock)                    | 46       |

| Classement (2006)                       | Position |
| --------------------------------------- | -------- |
| Allemagne (GfK Entertainment)           | 11       |
| Australie (Dance Singles)               | 7        |
| Australie (Digital Tracks)              | 45       |
| Australie (Physical Singles)            | 29       |
| Australie (Top 100 Singles)             | 38       |
| Autriche (Ö3 Austria Top 40)            | 11       |
| Belgique (Flandre Ultratop 50 Singles)  | 55       |
| Belgique (Wallonie Ultratop 50 Singles) | 42       |
| Espagne (Promusicae)                    | 10       |
| États-Unis (Hot 100)                    | 91       |
| États-Unis (Hot Dance Singles Sales)    | 2        |
| États-Unis (Hot Singles Sales)          | 5        |
| États-Unis (Pop 100 Songs)              | 75       |
| Europe (European Hot 100 Singles)       | 2        |
| France (SNEP)                           | 50       |
| France (SNEP Téléchargement)            | 1        |
| Hongrie (Dance Top 100)                 | 26       |
| Hongrie (Rádiós Top 100)                | 10       |
| Italie (FIMI)                           | 8        |
| Pays-Bas (Nederlandse Top 40)           | 57       |
| Pays-Bas (Single Top 100)               | 88       |
| Roumanie (Romanian Top 100)             | 40       |
| Royaume-Uni (UK Singles Chart)          | 63       |
| Suède (Sverigetopplistan)               | 43       |
| Suisse (Schweizer Hitparade)            | 10       |

| Classement (années 2000)         | Position |
| -------------------------------- | -------- |
| Allemagne (Media Control AG)     | 22       |
| États-Unis (Hot Dance Club Play) | 1        |
| Royaume-Uni (UK Singles Chart)   | 66       |

| Pays                  | Certification | Ventes    |
| --------------------- | ------------- | --------- |
| Allemagne (BVMI)      | 3 × Or        | 450 000   |
| Australie (ARIA)      | Platine       | 70 000    |
| Belgique (BEA)        | Platine       | 50 000    |
| Canada (Music Canada) | 2 × Platine   | 160 000   |
| États-Unis (RIAA)     | Platine       | 1 400 000 |
| France (SNEP)         | Or            | 490 000   |
| Italie (FIMI)         | Or            | 25 000    |
| Japon (RIAJ)          | Platine       | 250 000   |
| Royaume-Uni (BPI)     | Platine       | 625 600   |
| Suède (GLF)           | 3 × Platine   | 60 000    |
| Suisse (IFPI)         | Or            | 20 000    |